# 佩珀伍德 (加利福尼亞州)
佩珀伍德（英語：Pepperwood）是位於美國加利福尼亞州洪堡縣的一個非建制地區。該地的面積和人口皆未知。

## 地理
佩珀伍德的座標為41°26′45″N 123°59′34″W / 41.44583°N 123.99278°W，而該地的平均海拔高度為35米（即115英尺）。